# Уніря (комуна, Бреїла)
Уніря (рум. Unirea) — комуна у повіті Бреїла в Румунії. До складу комуни входять такі села (дані про населення за 2002 рік):
- Валя-Кинепій (1408 осіб)
- Моротешть
- Уніря (1179 осіб)

Комуна розташована на відстані 152 км на північний схід від Бухареста, 22 км на південний захід від Бреїли, 123 км на північний захід від Констанци, 40 км на південний захід від Галаца.

## Населення
За даними перепису населення 2002 року у комуні проживали 2587 осіб.
Національний склад населення комуни:
| Національність | Кількість осіб | Відсоток |
| -------------- | -------------- | -------- |
| румуни         | 2380           | 92,0%    |
| цигани         | 206            | 8,0%     |

Рідною мовою назвали:
| Мова      | Кількість осіб | Відсоток |
| --------- | -------------- | -------- |
| румунська | 2477           | 95,7%    |
| циганська | 110            | 4,3%     |

Склад населення комуни за віросповіданням:
| Релігія       | Кількість осіб | Відсоток |
| ------------- | -------------- | -------- |
| православні   | 2543           | 98,3%    |
| п'ятдесятники | 21             | 0,8%     |
| баптисти      | 17             | 0,7%     |
| римо-католики | 3              | 0,1%     |
| адвентисти    | 3              | 0,1%     |

## Зовнішні посилання
- Дані про комуну Уніря на сайті Ghidul Primăriilor